# Borut Petrič
Borut Petrič (Yugoslavia, 28 de diciembre de 1961) es un nadador yugoslavo retirado especializado en pruebas de estilo libre larga distancia, donde consiguió ser medallista de bronce mundial en 1982 en los 1500 metros estilo libre.

## Carrera deportiva
En el Campeonato Mundial de Natación de 1978 celebrado en Berlín, ganó la medalla de plata en los 1500 metros estilo libre, con un tiempo de 15:20.77 segundos, tras el nadador soviético Vladimir Salnikov (oro con 15:03.99 segundos).